# Norbert von Hohenwart
Norbert Graf von Hohenwart (* im 11. Jahrhundert; † 26. Januar 1087 oder 1088) war Bischof von Chur und Dompropst in Augsburg.
Norbert stammte aus dem Geschlecht derer von Hohenwart aus dem oberbayerischen Pfaffenwinkel. Sein Vater war wohl Rapoto, seine Mutter Hema von Hohenwart. Justinus Pedro Johannes Gewin erkennt als Vater Bernhard von Weilheim und begründet dies nicht zuletzt durch die in der Stiftungsurkunde an erster Stelle genannten Brüder Gebini und Friedrich, die er als Brüder Norberts erkennt.
1055 wurde er Domherr und 1071 Dompropst in Augsburg. Als solcher ließ er von 1071 bis 1073 in Habach die Kirche St. Ulrich errichten. Es folgte die Errichtung und Ausstattung des Regularkanonikerstifts Habach, das er 1085 an das Bistum Augsburg übergab. Im Jahr 1079 wurde Norbert von König Heinrich IV. im Bistum Chur als Gegenbischof eingesetzt. Bis zu seinem Tod 1087 oder 1088 blieb er in dieser Position.